# NGC 6861
NGC 6861 هي مجرة تتبع كوكبة المرقب. اكتشفها جيمس دنلوب في 1826.

## روابط خارجية
- NGC 6861 على موقع ويكي سكاي: DSS2, SDSS, GALEX, IRAS, Hydrogen α, X-Ray, Astrophoto, Sky Map, Articles and images